# تسشورنویتس
تسشورنویتس (به آلمانی: Zschornewitz) یک منطقهٔ مسکونی در آلمان است که در گرفنهاینیشن واقع شده‌است. تسشورنویتس ۲٬۷۲۹ نفر جمعیت دارد.